# Аблактування
Аблактува́ння (лат. ablacto — відлучаю дитину від грудей) — один з видів щеплення, при якому рослини зрощують зближеними вегетативними частинами (стебла, гілки, пагони). Після зрощення нижню частину прищеплюваної рослини (прищепа) і верхню частину підщепи зрізують. А. застосовують при шпалерній і формовій культурі плодових і декоративних дерев, у виноградарстві, а також в усіх тих випадках, коли щеплення живцями або вічками не вдається.